# Одружуся з першою-ліпшою
«Одружуся з першою-ліпшою» (англ. Wedding Daze) — американська романтична комедія, вийшла на екрани в 2006 році. Режисер і сценарист — Майкл Йен Блек.

## Сюжет
Молодий чоловік на прізвище Андерсон ніяк не може влаштувати своє особисте життя. Зі свого колишньою подружкою він розлучився так несподівано, що потім цілий рік ходив похмуріше за хмару. Його друг, надія і опора в будь-якій ситуації, не міг більше витримувати подібного стану товариша і запропонував йому одружитися з першою-ліпшою. Недовго думаючи, Андерсон робить пропозицію руки і серця незнайомій офіціантці. Та, до загального подиву, погоджується. Пізніше, правда, з'ясовується, що покликати заміж і погодитися — це ще півбіди, а ось витримати знайомство з батьками — що з того, що з іншого боку — це випробування набагато складніше.

## У ролях
| Актор            | Роль                    |
| ---------------- | ----------------------- |
| Джейсон Біггс    | Андерсон                |
| Айла Фішер       | Кеті                    |
| Майкл Вестон     | Тед (друг Андерсона)    |
| Ебон Мосс-Бакрак | Матадор (друг Кеті)     |
| Хізер Голденхерш | Джейн (подруга Кеті)    |
| Одра Блейзер     | Ванесса                 |
| Роб Кордрі       | Кайл                    |
| Едвард Херрманн  | Лайл (батько Андерсона) |
| Марго Мартіндейл | Бетсі (мати Андерсона)  |

## Цікаві факти
- Машина Матадора — блакитний «Запорожець ЗАЗ-968А» 70-х років випуску. Причому видно, що дим валить з-під капота, хоча у «Запорожців» двигун розташований ззаду.
- У кількох сценах Матадор прикидається Дартом Вейдером (носить його маску).
- Повне ім'я Теда — Едвард «Тед» Ярборо (Edward «Ted» Yarborough). Це можна побачити в сцені, коли господар магазину з продажу машин показує поліцейським фотографію Теда.

## Касові збори
Під час показу в Україні, що розпочався 27 вересня 2007 року, протягом перших вихідних фільм демонстрували на 32 екранах, що дозволило йому зібрати $140,151 і посісти 2 місце в кінопрокаті того тижня. Фільм опустився на п'яту сходинку українського кінопрокату наступного тижня, хоч демонструвався на 32 екранах і зібрав за ті вихідні ще $42,431. Загалом фільм в кінопрокаті України пробув 3 тижні і зібрав $277,659, посівши 58 місце серед найбільш касових фільмів 2007 року.